# Melvin Schwartz
Melvin Schwartz (n. 2 noiembrie 1932, New York City, New York, SUA – d. 28 august 2006, Twin Falls⁠(d), Idaho, SUA) a fost un fizician evreu-american, laureat al Premiului Nobel pentru Fizică, în 1988, împreună cu Leon Max Lederman și Jack Steinberger, pentru metoda fasciculului de neutrini și demonstrarea structurii de dublet a leptonilor prin descoperirea neutrinului miuonic.